# Roi Et
Roi Et (tiếng Thái: ร้อยเอ็ด) là một thị trấn ở đông bắc Thái Lan, thủ phủ của tỉnh Roi Et. Thị trấn bao gồm toàn tambon trong thành phố (Nai Mueang) thuộc huyện Mueang Roi Et. Vào năm 2006, thị trấn có dân số 34.229. Roi Et cách thủ đô Bangkok 514 km.

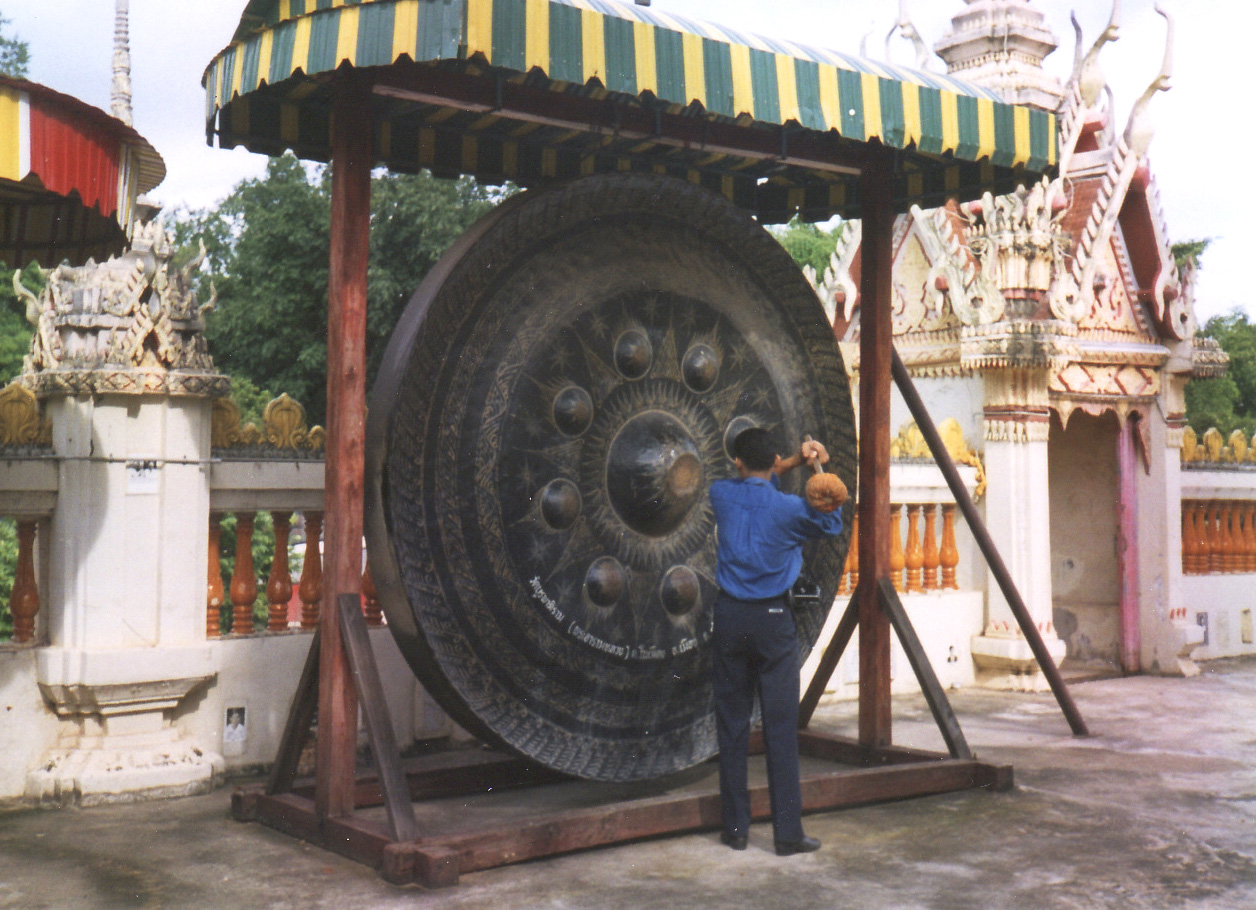
Trống lớn gong tại một ngôi chùa Phật giáo, Roi Et

## Môn Địa lý
Roi Et nằm trên một đồng bằng phẳng khoảng 150 mét (490 ft) so với mực nước biển.

## Khí hậu
Roi Et có khí hậu xavan nhiệt đới (Phân loại khí hậu Köppen Aw). Mùa đông khô và rất ấm. Nhiệt độ tăng cho đến tháng 4, nóng với nhiệt độ cao nhất trung bình hàng ngày ở 35,7 °C (96,3 °F). Mùa gió mùa kéo dài từ tháng 5 đến tháng 10, với mưa lớn và nhiệt độ hơi mát vào ban ngày, mặc dù ban đêm vẫn ấm áp.
| Dữ liệu khí hậu của Roi Et (1981–2010)                                             | Dữ liệu khí hậu của Roi Et (1981–2010) | Dữ liệu khí hậu của Roi Et (1981–2010) | Dữ liệu khí hậu của Roi Et (1981–2010) | Dữ liệu khí hậu của Roi Et (1981–2010) | Dữ liệu khí hậu của Roi Et (1981–2010) | Dữ liệu khí hậu của Roi Et (1981–2010) | Dữ liệu khí hậu của Roi Et (1981–2010) | Dữ liệu khí hậu của Roi Et (1981–2010) | Dữ liệu khí hậu của Roi Et (1981–2010) | Dữ liệu khí hậu của Roi Et (1981–2010) | Dữ liệu khí hậu của Roi Et (1981–2010) | Dữ liệu khí hậu của Roi Et (1981–2010) | Dữ liệu khí hậu của Roi Et (1981–2010) |
| Tháng                                                                              | 1                                      | 2                                      | 3                                      | 4                                      | 5                                      | 6                                      | 7                                      | 8                                      | 9                                      | 10                                     | 11                                     | 12                                     | Năm                                    |
| ---------------------------------------------------------------------------------- | -------------------------------------- | -------------------------------------- | -------------------------------------- | -------------------------------------- | -------------------------------------- | -------------------------------------- | -------------------------------------- | -------------------------------------- | -------------------------------------- | -------------------------------------- | -------------------------------------- | -------------------------------------- | -------------------------------------- |
| Cao kỉ lục °C (°F)                                                                 | 37.3 (99.1)                            | 38.5 (101.3)                           | 40.1 (104.2)                           | 41.2 (106.2)                           | 41.1 (106.0)                           | 37.8 (100.0)                           | 36.8 (98.2)                            | 35.2 (95.4)                            | 35.7 (96.3)                            | 34.9 (94.8)                            | 36.2 (97.2)                            | 35.0 (95.0)                            | 41.2 (106.2)                           |
| Trung bình ngày tối đa °C (°F)                                                     | 30.3 (86.5)                            | 32.6 (90.7)                            | 34.7 (94.5)                            | 35.7 (96.3)                            | 34.2 (93.6)                            | 33.1 (91.6)                            | 32.4 (90.3)                            | 31.7 (89.1)                            | 31.4 (88.5)                            | 31.1 (88.0)                            | 30.5 (86.9)                            | 29.3 (84.7)                            | 32.3 (90.1)                            |
| Trung bình ngày °C (°F)                                                            | 23.3 (73.9)                            | 25.7 (78.3)                            | 28.2 (82.8)                            | 29.8 (85.6)                            | 29.0 (84.2)                            | 28.7 (83.7)                            | 28.3 (82.9)                            | 27.9 (82.2)                            | 27.5 (81.5)                            | 26.7 (80.1)                            | 24.9 (76.8)                            | 22.9 (73.2)                            | 26.9 (80.4)                            |
| Tối thiểu trung bình ngày °C (°F)                                                  | 17.2 (63.0)                            | 19.8 (67.6)                            | 22.7 (72.9)                            | 24.8 (76.6)                            | 25.0 (77.0)                            | 25.2 (77.4)                            | 25.0 (77.0)                            | 24.8 (76.6)                            | 24.5 (76.1)                            | 23.0 (73.4)                            | 20.1 (68.2)                            | 17.3 (63.1)                            | 22.5 (72.5)                            |
| Thấp kỉ lục °C (°F)                                                                | 8.9 (48.0)                             | 11.3 (52.3)                            | 10.9 (51.6)                            | 17.5 (63.5)                            | 20.0 (68.0)                            | 21.8 (71.2)                            | 21.2 (70.2)                            | 21.9 (71.4)                            | 20.4 (68.7)                            | 16.0 (60.8)                            | 11.8 (53.2)                            | 6.7 (44.1)                             | 6.7 (44.1)                             |
| Lượng mưa trung bình mm (inches)                                                   | 3.6 (0.14)                             | 19.2 (0.76)                            | 41.2 (1.62)                            | 75.9 (2.99)                            | 186.1 (7.33)                           | 223.5 (8.80)                           | 195.9 (7.71)                           | 252.2 (9.93)                           | 219.8 (8.65)                           | 107.3 (4.22)                           | 15.2 (0.60)                            | 2.1 (0.08)                             | 1.342 (52.83)                          |
| Số ngày mưa trung bình (≥ 110.0)                                                   | 0.9                                    | 2.5                                    | 4.3                                    | 7.4                                    | 14.7                                   | 15.6                                   | 15.8                                   | 18.7                                   | 16.7                                   | 10.0                                   | 2.6                                    | 0.8                                    | 110                                    |
| Độ ẩm tương đối trung bình (%)                                                     | 65                                     | 63                                     | 61                                     | 65                                     | 73                                     | 76                                     | 77                                     | 80                                     | 81                                     | 77                                     | 70                                     | 66                                     | 71                                     |
| Số giờ nắng trung bình tháng                                                       | 257.3                                  | 243.0                                  | 238.7                                  | 204.0                                  | 158.1                                  | 117.0                                  | 120.9                                  | 117.8                                  | 144.0                                  | 179.8                                  | 219.0                                  | 257.3                                  | 2.256,9                                |
| Số giờ nắng trung bình ngày                                                        | 8.3                                    | 8.6                                    | 7.7                                    | 6.8                                    | 5.1                                    | 3.9                                    | 3.9                                    | 3.8                                    | 4.8                                    | 5.8                                    | 7.3                                    | 8.3                                    | 6.2                                    |
| Nguồn 1: Cục khí tượng Thái Lan                                                    |                                        |                                        |                                        |                                        |                                        |                                        |                                        |                                        |                                        |                                        |                                        |                                        |                                        |
| Nguồn 2: Văn phòng Quản lý Nước và Thủy văn, Sở Thủy lợi Hoàng gia (nắng và độ ẩm) |                                        |                                        |                                        |                                        |                                        |                                        |                                        |                                        |                                        |                                        |                                        |                                        |                                        |

## Phương tiện vận chuyển
Tuyến đường 214 dẫn về phía bắc đến Kalasin và phía nam đến Kaset Wisai, Surin, và Prasat. Tuyến đường 2044 dẫn về phía đông đến Phon Thong. Đường 23 hướng Tây đến Maha Sarakham và Ban Phai, và phía đông đến Yasothon và Ubon Ratchathani. Tuyến đường 215 dẫn về phía nam Suwannaphum và biên giới với Tỉnh Surin. Đường 232 là đường vành đai 4 làn xe cho phép lưu thông qua trung tâm thành phố.
Roi Et có sân bay Roi Et về phía bắc của thị trấn